# Basse Saintonge

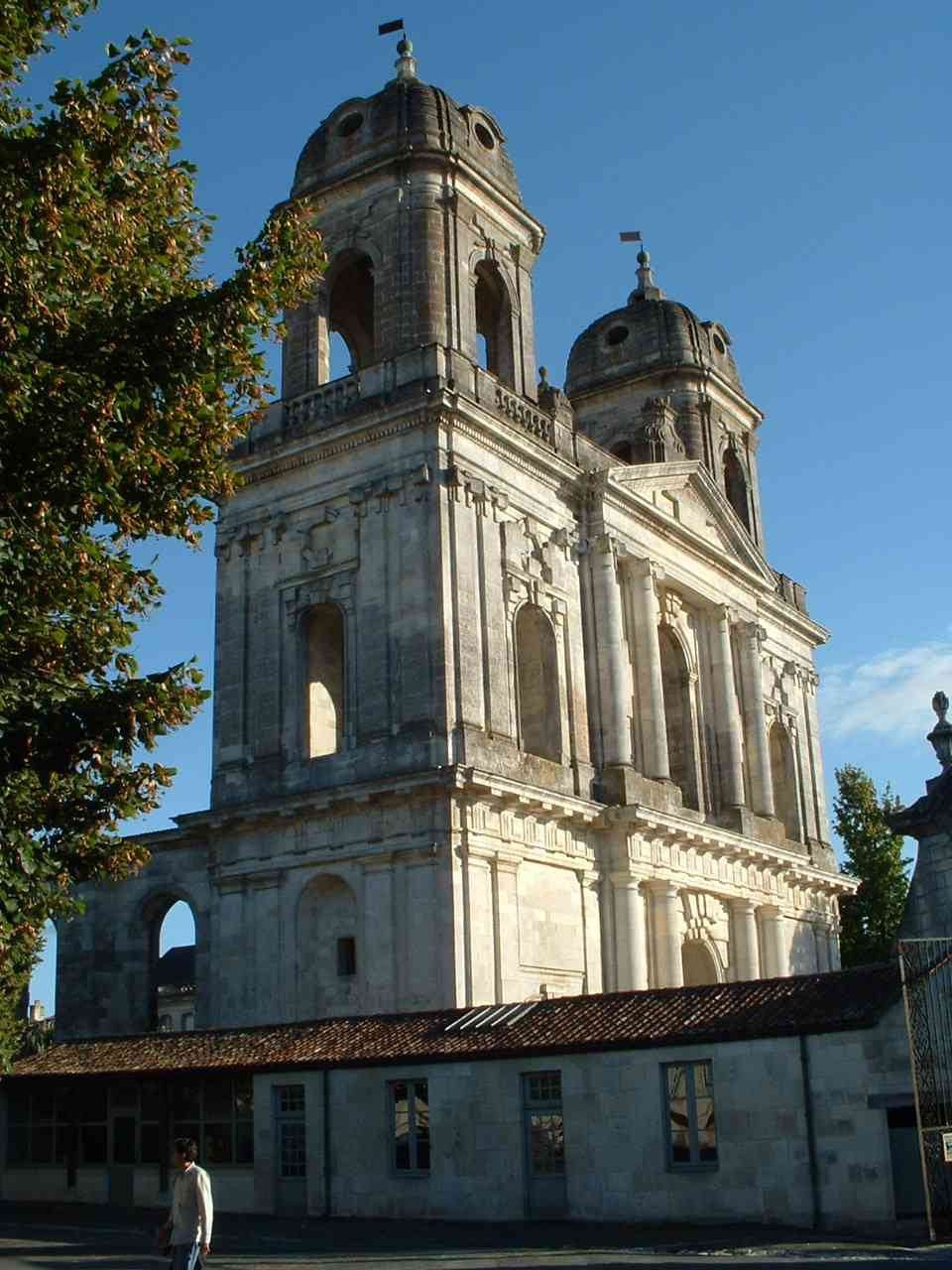
L'abbaye royale de Saint-Jean-d'Angély

La Basse Saintonge est une région naturelle et historique à cheval sur les actuels départements de la Charente-Maritime, de la Charente et des Deux-Sèvres, dans le sud-ouest de la France, en région Nouvelle-Aquitaine. 
Issue de la partition de l'ancienne province de Saintonge au moment du traité de Paris, elle s'oppose à la Haute Saintonge et constitue l'une des trois sénéchaussées de la province sous l'ancien régime.
Elle correspond approximativement aux limites administratives de l'arrondissement de Saint-Jean-d'Angély, auquel il convient d'ajouter la majeure partie du canton de Tonnay-Charente (arrondissement de Rochefort) ainsi que le canton de Frontenay-Rohan-Rohan (arrondissement de Niort).
Ses principales villes sont Saint-Jean-d'Angély (ancien siège de sénéchaussée jusqu'à la réorganisation territoriale de 1790), Tonnay-Charente, Saint-Savinien, Matha et Frontenay-Rohan-Rohan ainsi que quelques chefs-lieux de canton ruraux comme Tonnay-Boutonne et Loulay.

## Sources
1. ↑  Sébastien-Roch-Nicolas Chamfort, « Le grand vocabulaire françois. p.435 », C. Panckoucke, 1773 (consulté le 14 octobre 2009)
2. ↑  Sieur de Chevigny, La science des personnes de cour, d'épée et de robe, t. I, Amsterdam, Zacharie Chatelain, 1729, 423 p. (lire en ligne), p. 177-178